# Nad Ali (huyện)
Nad Ali là một huyện thuộc tỉnh Helmand, Afghanistan. Dân số thời điểm năm 1999 là 97,977 người.